# Oligosita angustipennis
Oligosita angustipennis is een vliesvleugelig insect uit de familie Trichogrammatidae. De wetenschappelijke naam is voor het eerst geldig gepubliceerd in 1992 door Yousuf & Shafee.